# Kaascouse
Kaascouse, artiestennaam van Laïd Marius Attiaoui (Rotterdam, 2 februari 1989) is een Nederlands-Marokkaanse rapper. Naast rapper is Kaascouse ook eigenaar van het platenlabel Skenggeng.

## Jeugd en opleiding
Kaascouse is de zoon van een Nederlandse moeder, en een Marokkaanse vader. Hij groeide op met zijn ouders in Rotterdam Zuid. Hij zat op basisschool De Blijvliet als enige half Nederlandse leerling in de klas. Op het Bloemhof pleintje waar hij dagelijks speelde als kind kreeg hij de naam Kaascouse van iemand. Op zijn 11e verhuisde hij naar de meer rustige wijk Poortugaal. Daar maakte hij zijn basisschooljaren af in een klas waar hij de enige half Marokkaanse leerling was in de klas. Hij behaalde zijn middelbare school diploma op het Nieuw Zuid College in Rotterdam Zuid. Al in groep 7 begon Kaascouse met behulp van een gratis "Hiphop E-jay" CD-Rom beats te maken op een Windows 95 PC. Toen Kaascouse weer definitief terug verhuisde naar Rotterdam Zuid begon hij de muziek serieuzer te nemen. Hij vormde een rapgroep met drie van zijn vrienden genaamd Deadly Combination. Inspiratie hiervoor kwam van de gelijknamige track van Big L en 2pac. Hoogtepunten met deze groep waren een nominatie voor de Café Cultuurprijs en een optreden in De Melkweg te Amsterdam. Op zijn 17e kwam hij in contact met Said Douiri a.k.a. Beatlounge van de HOTZ. Samen met die groep bracht hij een aantal nummers uit en deed hij veel optredens zoals het voorprogramma voor Akon in de Heineken Music Hall te Amsterdam.

## Deelname PunchOutBattles (2011 - 2013)
Kaascouse heeft tevens gedurende meerdere seizoenen meegedaan aan PunchOutBattles, een battle-rap competitie voor Nederland en België. Een bijzonderheid om hierin in te vermelden is dat Kaascouse met zijn battle tegen MC Jason Bourne, de meest bekeken battle heeft op YouTube, met anno 2024 meer dan 1,8 miljoen weergaven. Zelf heeft Kaascouse later altijd gezegd mee te hebben gedaan aan de competitie om meer naamsbekendheid te creëren voor zijn muziek. In een recent interview met 101Barz gaf hij aan dat hij vervolgens juist weer moest bewijzen dat hij meer dan alleen een battle rapper was. Tegenwoordig organiseert Kaascouse zijn eigen battle-rap competitie voor nieuw talent onder de naam SKENGBATTLES. 

## Winnaar The Next MC (2013)
Kaascouse maakte zijn debuut voor het grote publiek door zijn deelname aan The Next MC van BNNVARA in 2013. Aan dit programma deden 100 kandidaten mee, waarna door een vakjury 12 kandidaten werden gekozen om deel te mogen nemen aan het programma. Kaascouse werd hiervoor geselecteerd, en haalde de finale waarin hij het op nam tegen G-No (oud deelnemer van PunchOutBattles) en Roy Kable. Deze finale werd door Kaascouse gewonnen, waarna hij zich The Next MC mocht noemen. Hij won de competitie met het nummer Favoriete Nietsnut. Dit nummer werd vervolgens ook uitgebracht door het label van Rotjoch genaamd Mucho Dinero. Het nummer kreeg ook een videoclip en bereikte de #1 positie in de FunX X-Charts.

## Studiosessies101Barz(2014 - heden)
Naast zijn deelname aan The Next MC en PunchOutBattles is Kaascouse ook vaak te zien geweest in de zogeheten studiosessies van 101Barz. Deze sessies zijn populair in Nederland, met kijkcijfers tussen 500.000 en 1,2 miljoen per aflevering. Kaascouse heeft ondertussen 5 solo studiosessies op zijn naam staan. Ook maakt hij onderdeel uit van de #Free101Barz Megasessie en de Bonne Chance Music studiosessie.

## PVV Video (2013)
Op 2 december in 2015 brengt Kaascouse plotseling het nummer PVV uit. In dit nummer rapt hij twee keer de zelfde tekst. Je ziet de tekst ook duidelijk in beeld zodat het goed te volgen is voor de luisteraar. De eerste keer van boven naar beneden toe. Dan leest de tekst weg alsof het geschreven is voor iemand die pro PVV is en het liefst alle vluchtelingen het land uitstuurt. Dan stopt de track en wordt de beat plotseling terug gespoeld. Kaascouse rapt de zelfde tekst weer maar nu van onder naar boven. De mening is nu ook het tegenovergestelde. De tekst is nu ineens anti PVV met zinnen als: "Ik ben niet gek, ik wil de vluchtelingen helpen". In de beschrijving van de video geeft Kaascouse aan dat hij Prince Ea bedankt voor de inspiratie voor het nummer.

## Bonne Chance Music (2016 - 2018)
In 2016 richtte Kaascouse een eigen label genaamd Bonne Chance Music op met twee vrienden. Dit deed hij met producer Keyser Soze en nog iemand die altijd onbekend voor het publiek is gebleven. Kaascouse was naar eigen zeggen verantwoordelijk voor de talentenwerving rondom het label en het begeleiden van deze artiesten naar releases toe. Met het label bereikte ze meteen een voltreffer in de vorm van Minitrapper. De eerste single die ze uitbrengen als label genaamd #Free slaat meteen aan en staat tegenwoordig op 2,6 miljoen views. Met het label brachten ze vervolgens nog muziek uit voor o.a. Qucee, Berry Oost en Rody DeLorean. Zelf bracht Kaascouse ook muziek uit onder het label. De singles Plein, Radar, Quote 5 Barkie en ook zijn Allemaal Goed E.P. kwamen uit via het label.

## Grote Gezeik (2017 - 2018)
Tijdens zijn Bonne Chance Music periode hostte Kaascouse zijn eigen hiphop talkshow genaamd Grote Gezeik op Youtube. Dit was een wekelijks praatprogramma waarin alle nieuwe urban muziek en actualiteiten besproken werden samen met presentatrice Roziena Salihu en co-host Adi Montenegro. Wekelijks kwamen er artiesten uit de Nederlandse rapscene te gast en het programma had een trouwe online fan base. Het programma hield het 2 seizoenen vol en stopte abrupt. Kaascouse heeft nooit een uitleg gegeven waarom het programma gestopt is.

## Skenggeng (2018 - heden)
Na een aantal (creatieve) meningsverschillen besluit Kaascouse te vertrekken bij Bonne Chance Music in 2018. In een interview met HiphopInJeSmoel vertelt hij dat hij "genoeg voor anderen heeft gerend" en dat hij zich nu wil focussen op zijn eigen werk. Op 25 december 2018 verschijnt de single Ali Express. Dit is het eerste nummer dat door SKENGGENG wordt uitgebracht. Ondertussen neemt hij al zijn eigen muziek zelf op en doet hij naar eigen zeggen ook zelf de mixage van alle vocalen. Gedurende het jaar 2019 zoekt Kaascouse achter de knoppen naar zijn eigen geluid. Het hele jaar zien we nieuwe singles met verschillende sounds uitgebracht worden en in de winter van 2019 doet hij een nieuwe 101Barz sessie opnemen om zijn onafhankelijkheid als artiest definitief aan te kondigen. Deze sessie is ondertussen meer dan 1 miljoen keer bekeken. Hij geeft aan in de toekomst verder te gaan werken onder zijn eigen label SKENGGENG.   

### Stoffig & onvolwassen
Na een reeks singles brengt Kaascouse op 4 februari 2021 de eerste editie van zijn mixtape serie STOFFIG & ONVOLWASSEN uit. De plaat bevat 12 nummers. Hij geeft aan voor dit project terug te gaan naar de type beats waar hij enthousiast van werd als kind. Op het project werkt hij samen met bevriende artiesten zoals MC DRT, Logisch en Sondy. Ook met zijn beste maatje Tobert heeft hij een samenwerking op de track W44R0M N13T.

### Stoffig & onvolwassen II
Op 1 september 2022 brengt Kaascouse STOFFIG & ONVOLWASSEN II uit. Een plaat waarop hij wederom terugblikt op de authentieke hiphop sounds waar hij ooit verliefd op is geworden. De plaat bevat producties van Tommy Beats, Virus Beats en Axel Brode. Op de plaat zien we twee samenwerkingen in de vorm van Rody DeLorean en James 3allel. Dit zijn artiesten waarmee Kaascouse heeft gewerkt bij Bonne Chance Music. Ook Tobert staat weer op twee nummers.

## Sorry Voor De Excuses (2023)
Op 28 april 2023 brengt Kaascouse zijn langverwachte debuutalbum Sorry Voor De Excuses uit. De naam van het album werd al aangekondigd bij zijn 101Barz wintersessie in 2019. Het album is uitgebracht via zijn eigen label SKENGGENG. Op de zelfde dag dat het album uitkwam werd er ook een nieuwe 101Barz sessie gepubliceerd ter promotie van het project. De plaat telt twaalf tracks met bijdrages van Axel Brode, Logisch, Danny Dubb, Tobert, Rocks, Eddy Ra en Roziena Salihu (onder de naam NATU). De producties op het project zijn afkomstig van Tone Jonez, Axel Brode, DANE, Daniil Legatin en Gubes. 
Kaascouse beschrijft het album zelf als een coming of age verhaal. Een plaat waarop we de rapper tijdens zijn groei als artiest horen stoeien met onderwerpen als vaderschap, identiteit en prestatiedruk. Stevige beats, melancholische melodieën en vlijmscherpe teksten wisselen elkaar af terwijl we Kaascouse een nieuw hoofdstuk horen startten in zijn artistieke leven. In een interview geleid door vriend en collega artiest Logisch verteld Kaascouse dat hij stiekem fan is van Disney liedjes en hij zulke prachtige melodieën heeft proberen te verwerken in dit project. Daarnaast legt hij over dit project uit dat het een soort muzikale tijdreis is vanaf het moment dat hij The Next MC won tot aan het uitbrengen van deze plaat.
Ter promotie van het project was er ook een kunstexpositie te bezoeken met kunstwerken die geïnspireerd waren door nummers van het album. In samenwerking met Mike Graman, street-art kunstenaar uit Almere was de Sorry Voor De Expo een week lang gratis te bezoeken in aanloop naar release van het album. Bij elk kunstwerk was de mogelijkheid om het bijbehorende nummer dan ook al te horen. Met het album werd vervolgens een live tour gedaan door Nederland en België.